# Ryan Mathews
Ryan Jefforey Mathews (urodzony 10 października 1987 roku w Riverside w stanie Kalifornia) – amerykański zawodnik futbolu amerykańskiego, grający na pozycji running backa.
Występował w drużynie California State University w latach 2007–2010. W tym czasie został wybrany do drugiej drużyny najlepszych zawodników futbolu amerykańskiego w rozgrywkach NCAA. W roku 2010 zdecydował się na opuszczenie uczelni i przystąpienie do draftu NFL. Został wybrany w pierwszej rundzie (12. wybór) przez zespół San Diego Chargers. Od sezonu 2010 występuje nadal w drużynie z Kalifornii. Po sezonie 2011 został wybrany do meczu gwiazd Pro Bowl.